# لی اون-جو (تیرانداز)
لی اون-جو (انگلیسی: Lee Eun-ju؛ زادهٔ ۲۷ آوریل ۱۹۷۰) تیرانداز زن اهل کره جنوبی است. وی در بازی‌های المپیک تابستانی ۱۹۹۲ شرکت کرده‌است.